# Philippe Vannier
Pour les articles homonymes, voir Vannier.
Pour marine française, voir Philippe Vannier (marin).
Philippe Vannier, né le 12 mars 1960 à Paris, est un homme d'affaires français, président du Directoire de Crescendo Industries. Il est également l'ancien président-directeur général de la société Bull.

## Biographie
Né en 1960, il est diplômé de l’ESPCI ParisTech et titulaire d'un DEA en génie électrique et instrumentation.
Il commence sa carrière chez Michelin Amérique du Nord en tant que responsable qualité puis responsable de production. De 1988 à 1996, il occupe plusieurs fonctions de direction au sein de Saft, la filiale d'Alcatel spécialisée dans le stockage d'énergie. De 1996 à 2004, Philippe Vannier dirige Chelton Telecom & Microwave, activité d'équipement spatial et satellite du groupe britannique  Cobham).
En 2004, il fonde sa holding, Crescendo Industries, qui rachète l'entreprise I2E, une société spécialisée dans le développement de systèmes électroniques de hautes technologies. Rebaptisée Amesys en 2006, elle est acquise en janvier 2010 par Bull.
En juillet 2011, Philippe Vannier est nommé chevalier de la Légion d'honneur par Nicolas Sarkozy.
En juin 2021, il est mis en examen pour « complicité d’actes de tortures », après avoir vendu un système de surveillance électronique à la Libye de Mouammar Kadhafi. L’Etat libyen a utilisé le système vendu par Amesys pour repérer des opposants, ensuite emprisonnés et torturés.